# Kasteel van Gemert
Het Kasteel van Gemert is een kasteel dat zich bevindt in het centrum van Gemert, in de Nederlandse provincie Noord-Brabant. Het kasteel is gelegen aan de "Kasteellaan"; deze laan komt uit op het "Ridderplein". 

## Geschiedenis

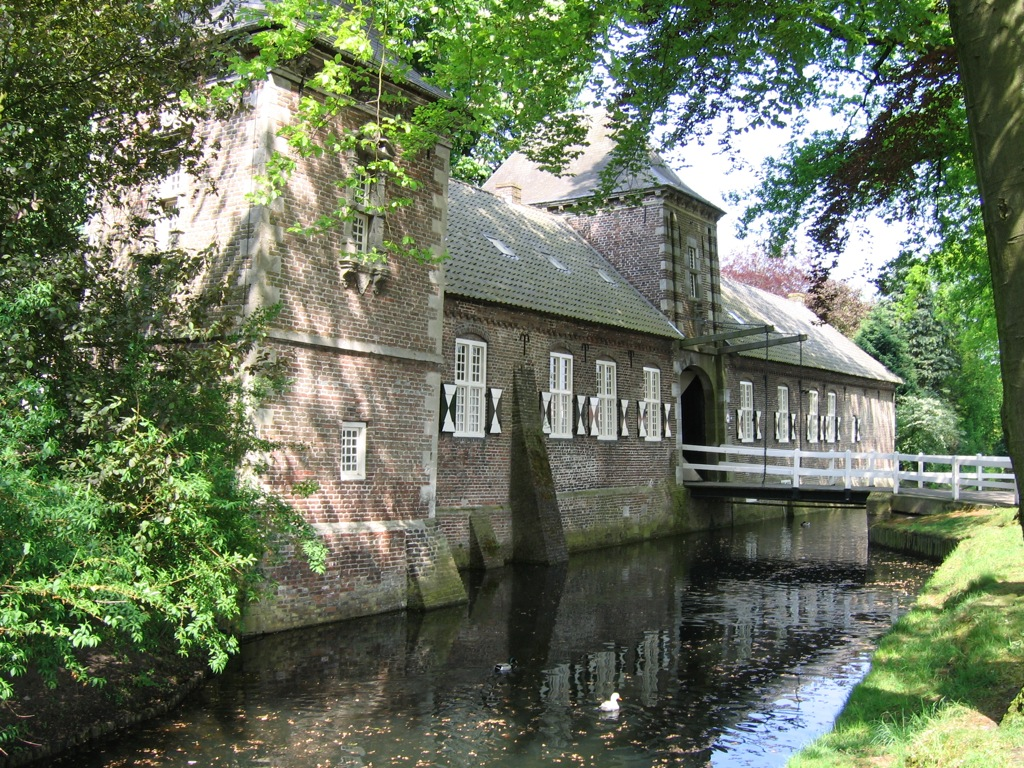
Kasteel Gemert, de voorburcht

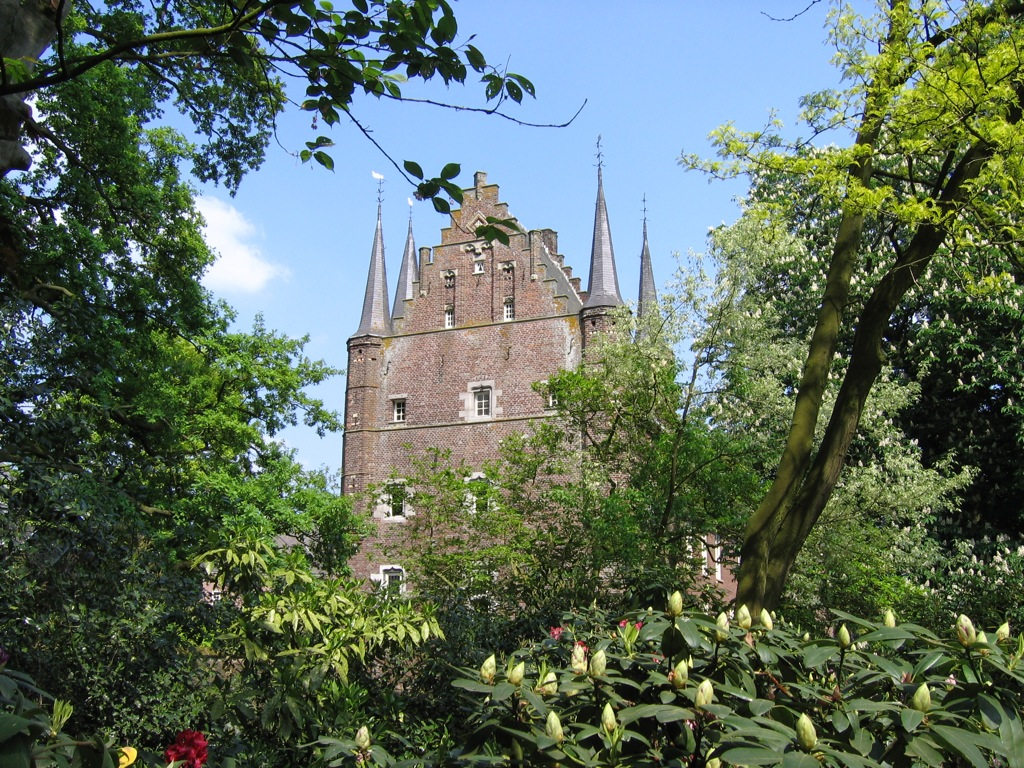
Kasteel Gemert, De donjon

De bouw van dit kasteel is begonnen in 1391. Het werd bewoond door de ridders van de Duitse Orde en het is gebouwd in opdracht van de Commandeur Hendrik Reinaart van Husen. Het was gelegen aan de Rips ten zuiden van de dorpskapel. Deze kapel lag ten oosten van de huidige Sint-Janskerk uit 1437, aan de overzijde van de straat.
In 1645 werd het kasteel beschreven door Filips van Leefdaal als een magnific out ghebout casteel met dry optreckende bruggen ende twe schoone wel getimmerde neerhoven, wesende de residentie van den commandeuren ende tot den commandeureyen met andere schoone goederen behoorende, als wesende Gemert de ryckxste commandeurie onder de baliage van Oldenbisen.
In 1648 scheurde de plaatselijke commandeur zich los van de Orde, maar na een slepende gerechtelijke procedure werd in 1662 het gezag van de Grootmeester der Duitse Orde over Gemert alsnog erkend.
In 1740 werd een nieuw hoofdgebouw gebouwd in Lodewijk XIV-stijl dat bestaat uit drie om een binnenplaats gelegen vleugels.
In 1794 werd door de Fransen beslag gelegd op de goederen van de Duitse Orde, en deze werd in 1809 opgeheven op last van Napoleon Bonaparte. Het kasteel kwam in handen van maarschalk Nicolas Charles Oudinot. Later is het verkocht aan Adriaan van Riemsdijk en deze kocht in 1832 een aantal boerderijen, molens en landerijen die vroeger aan de Duitse Orde hadden toebehoord.
Het kasteel werd sindsdien bewoond door een rentmeester, en in het westelijk deel was een tijdlang de katoenspinnerij van de firma Volkert & Comp. gevestigd, zie Gemertse textielindustrie.
In 1881 brak er brand uit, waardoor grote schade aan de westelijke en zuidelijke vleugels werd aangericht. Dit gebeurde juist nadat het kasteel aan de Jezuïeten was verkocht. Dezen waren uit Frankrijk verdreven in het kader van de Seculariseringspolitiek aldaar. Dezen vestigden er in 1900 hun noviciaat, doch ze vertrokken weer naar Frankrijk toen de Eerste Wereldoorlog was uitgebroken.

### Congregatie van de Heilige Geest
In 1916 betrokken de paters en broeders van de Congregatie van de Heilige Geest (Spiritijnen) het kasteel. Uiteindelijk kochten dezen het in 1928 van de Jezuïeten. Zij bouwden er in 1936 een 'voorlopige' kapel die er nog steeds staat.
Op 11 mei 1940 was er een kort vuurgevecht van Duitse en Nederlandse soldaten waarbij een vleugel van het kasteel in brand werd geschoten en verwoest. Naderhand zijn er nieuwe gebouwen voor deze vleugel in de plaats gekomen. De Spiritijnen hadden in het kasteel onder meer een grootseminarie dat echter in 1969 haar poorten moest sluiten wegens gebrek aan studenten. In 1970 werd het kasteel het hoofdkwartier van de congregatien. Hun aantal nam echter af en het kasteel dreigde te worden verkocht aan een beleggingsmaatschappij. De bevolking protesteerde tegen de plannen voor nieuwbouw in de onmiddellijke omgeving van het kasteel. Dit protest vond plaats onder de leuze: Geen woonblok achter de muur. Houdt het kasteel groen en puur. In 2008 bracht de gemeente Gemert-Bakel een bod op het kasteel uit. Hierbij werd bedongen dat de Spiritijnen een nieuwe huisvesting zouden krijgen en dat recht moest worden gedaan aan de historische waarde van het kasteel.
In 2017 verkocht de congregatie het pand aan een projectontwikkelaar.

## Het gebouw

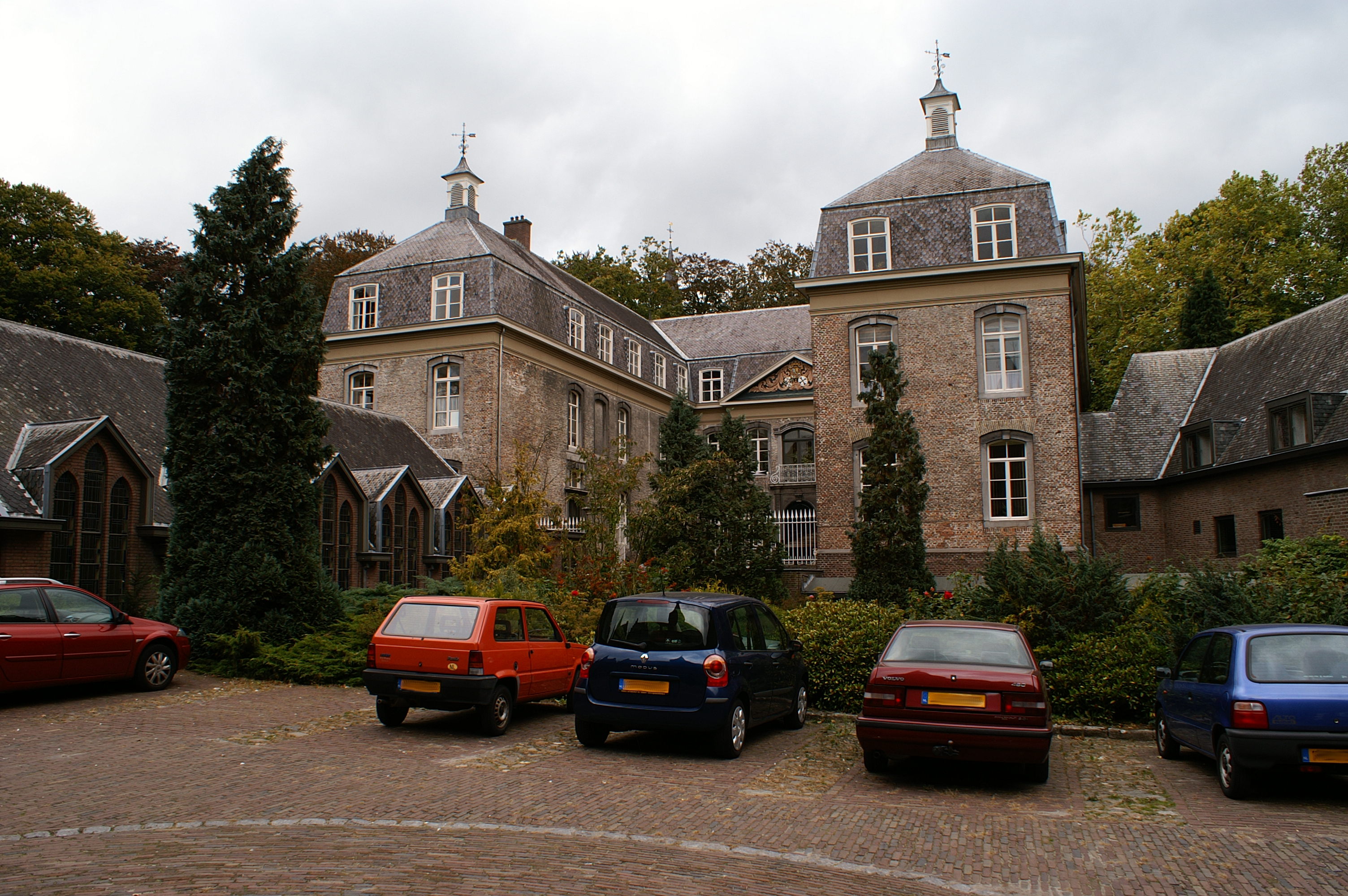

Het hoofdgebouw van het kasteel dateert uit 1740 en is gebouwd in Lodewijk XIV-stijl. Dit staat boven op een gewelfde kelderverdieping van het oorspronkelijke kasteel uit 1391. Het bestaat uit een middengedeelte met twee haaks hierop staande vleugels. Men bereikt het plein voor dit gebouw door een binnenpoort uit 1548. Deze is voorzien van de tekst: Anno MVCXLVIII soe is dit werck begonne in Gotsnam met vlijt. Heer Wijnant van Bryel landcomenduer heer tot Gemert doe ter tyt. Soe goet is Got. Het is voorzien van het wapen van de Duitse orde.
Ten zuidwesten bevindt zich naast deze poort een hoekpaviljoen uit 1563 met uitgekraagde torentjes en traptorens op de hoeken. Dit paviljoen is in 1947 gerestaureerd.
De voorpoort met een langgerekt poortgebouw is een renaissancebouwwerk uit omstreeks 1600. Men treedt binnen via een ophaalbrug over de Rips door een toren, terwijl op de zuidwesthoek eveneens een toren staat.
De oostelijke vleugel van het gebouw is na de Tweede Wereldoorlog opgetrokken in historiserende stijl. Links voor het hoofdgebouw bevindt zich de in moderne stijl gebouwde kapel van de Spiritijnen, die ingezegend werd in 1936 en ontworpen werd door het architectenbureau P. van den Boomen. Dit gebouw zou slechts tijdelijk worden gebruikt maar het is nimmer vervangen.
Het kasteel is omringd door een fraai park. Buiten dit park bevinden zich uitgestrekte landerijen met diverse hoeven waarvan de kleuren der luiken nog steeds die van de Duitse Orde zijn.

## Rijksmonument
Het kasteel Gemert staat op de lijst voor rijksmonumenten.